# معاهدة قانون البراءات

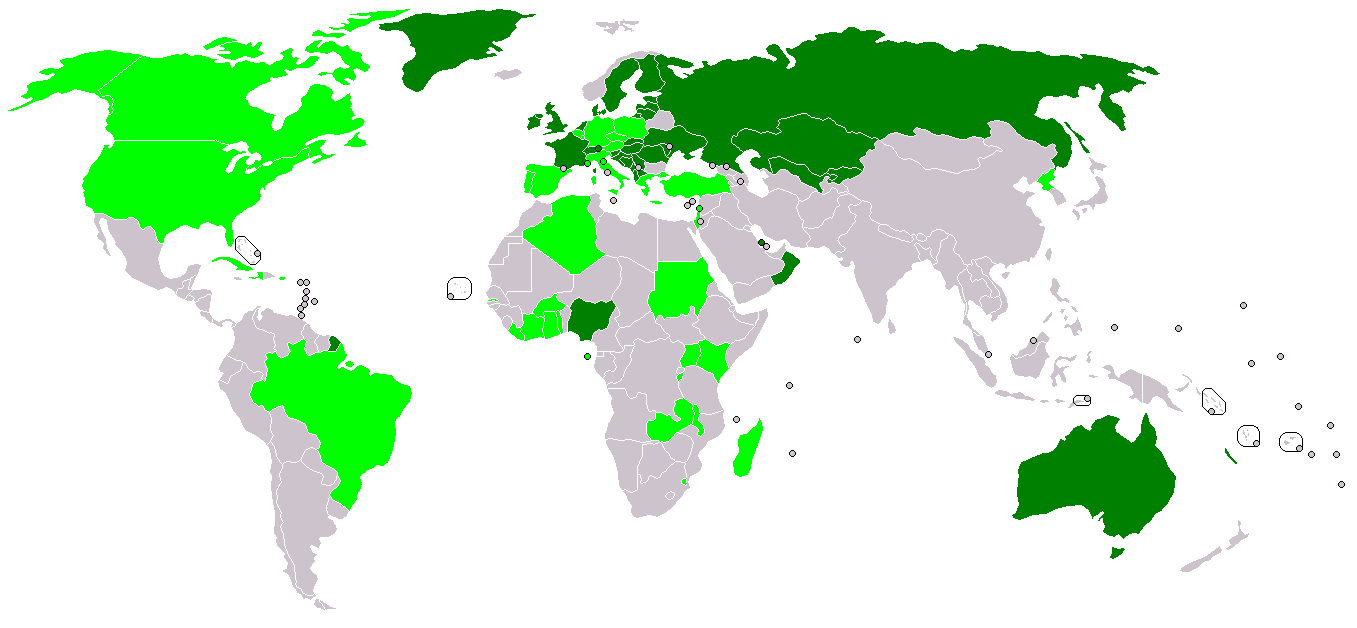

معاهدة قانون البراءات هي معاهدة متعددة الأطراف خاصة بقانون براءات الاختراع واختتم في 1 يونيو 2000 في جنيف بسويسرا من قبل 53 دولة ومنظمة البراءات الأوروبية (منظمة حكومية دولية). هدفها هو تنسيق الإجراءات الرسمية مثل متطلبات الحصول على تاريخ تقديم طلب البراءة وشكل ومضمون طلب البراءة والتمثيل.
اعتبارا من فبراير 2014 فإن معاهدة قانون البراءات لديها 36 دولة متعاقدة في حين وقعتها 59 دولة والمنظمة الأوروبية للبراءات.

## التاريخ
| التاريخ        | الدولة                                                                                          |
| -------------- | ----------------------------------------------------------------------------------------------- |
| 28 أبريل 2005  | مولدوفا، قيرغيزستان، سلوفينيا، سلوفاكيا، نيجيريا، أوكرانيا، إستونيا، الدنمارك، كرواتيا، رومانيا |
| 15 ديسمبر 2005 | البحرين                                                                                         |
| 6 مارس 2006    | فنلندا                                                                                          |
| 22 مارس 2006   | المملكة المتحدة                                                                                 |
| 19 يوليو 2006  | أوزبكستان                                                                                       |
| 16 أكتوبر 2007 | عمان                                                                                            |
| 27 ديسمبر 2007 | السويد                                                                                          |
| 12 مارس 2008   | المجر                                                                                           |
| 1 يوليو 2008   | سويسرا                                                                                          |
| 16 مارس 2009   | أستراليا                                                                                        |
| 12 أغسطس 2009  | روسيا                                                                                           |
| 18 ديسمبر 2009 | ليختنشتاين                                                                                      |
| 5 يناير 2010   | فرنسا                                                                                           |
| 22 أبريل 2010  | مقدونيا                                                                                         |
| 17 مايو 2010   | ألبانيا                                                                                         |
| 12 يونيو 2010  | لاتفيا                                                                                          |
| 20 أغسطس 2010  | صربيا                                                                                           |
| 27 ديسمبر 2010 | هولندا                                                                                          |
| 19 أكتوبر 2011 | كازاخستان                                                                                       |
| 3 فبراير 2012  | ليتوانيا                                                                                        |
| 9 مارس 2012    | الجبل الأسود                                                                                    |
| 9 مايو 2012    | البوسنة والهرسك                                                                                 |
| 27 مايو 2012   | إيرلندا                                                                                         |
| 3 أغسطس 2013   | السعودية                                                                                        |
| 17 سبتمبر 2013 | أرمينيا                                                                                         |
| 18 ديسمبر 2013 | الولايات المتحدة                                                                                |

### فرنسا
قبل بدء نفاذ المعاهدة في فرنسا تم تقديم مشروع قانون في 14 يناير 2009 في مجلس الشيوخ باقتراح التصديق على المعاهدة. في مارس 2009 أوصى تقرير عضوة مجلس الشيوخ راشيل مازوير بالتصديق على معاهدة قانون البراءات في أقرب وقت ممكن. في 24 يوليو 2009 تم منح الأذن للحكومة بالتصديق على المعاهدة. دخلت المعاهدة حيز النفاذ بالنسبة لفرنسا في 5 يناير 2010.

### الولايات المتحدة
تم التصديق على المعاهدة من جانب الولايات المتحدة في 18 سبتمبر 2013. تم تطبيق أجزاء من معاهدة قانون البراءات لقانون براءات الاختراع الأمريكي مع صدور قانون براءات الاختراع وتنفيذ المعاهدات بقانون عام 2012.

### كندا
تقدمت الحكومة الكندية بخمس معاهدات في مجلس العموم في 27 يناير 2014 ومن بين المعاهدات هي معاهدة قانون البراءات. ومع ذلك لم تقم الحكومة بطرحها تشريعا لدمج المعاهدات في القانون الكندي ولكن ما أبداه من المعاهدات هو إشارة قوية على أن الحكومة تسير قدما في مواءمة القوانين الخاصة بها.